# Orden Mexicana del Águila Azteca
La Orden Mexicana del Águila Azteca es la más alta distinción que se les otorga a los extranjeros en México por servicios prominentes prestados a la nación mexicana o a la humanidad y como reciprocidad a otras distinciones otorgadas en el extranjero a servidores públicos mexicanos. Sin embargo, no han sido pocas las voces críticas que han alegado que la imposición de esta medalla no ha sido siempre por mérito propio del condecorado, sino que la mayoría de veces sólo ha dependido del gusto del presidente de turno. 
El origen de este reconocimiento estuvo en las condecoraciones del Águila Azteca, otorgadas por el Ejecutivo mexicano con base en el decreto de 30 de septiembre de 1932, con una cinta azul celeste, destinada a hacer patente la simpatía o agradecimiento de la Nación a los extranjeros que a juicio del Ejecutivo fueran merecedores de la misma. Esta condecoración fue transitoria, ya que solo se otorgó a funcionarios del Ministerio de Asuntos Exteriores de Chile en 1933.
La Orden Mexicana del Águila Azteca fue creada por decreto el 29 de diciembre de 1933 como un premio dado a los extranjeros por servicios humanitarios. La Orden del Águila Azteca es similar a las recompensas otorgadas a ciudadanos mexicanos como la Condecoración Miguel Hidalgo o la Medalla Belisario Domínguez del Senado de la República. Es otorgada por la oficina de la Secretaría de Relaciones Exteriores de México, por instrucciones del consejo establecido con este propósito encabezado por el Presidente de México, siendo el Gran Maestre de la Orden el presidente de la República y el Gran Canciller de la Orden y presidente del consejo, el secretario de Relaciones Exteriores.[cita requerida]

## Grados
Los grados otorgados, en orden descendiente:
- Collar: Consta de treinta eslabones alternados, quince de los cuales llevan esmalte con el fondo azul turquesa y el emblema azteca de la Ciudad de México y los otros quince son cabezas de águila realizados en plata dorada, del eslabón central pende un águila azteca.[2] (otorgada a Jefes de Estado).

- Banda: Entregada en seda de color amarillo oro, rematada en moño que descansa sobre la misma banda en la unión hacia la parte baja, de la cinta de sujeción va la venera miniatura de la orden, con la Banda se otorga también la Placa.

1. Se otorga en categoría especial a primeros ministros o jefes de gobierno, a príncipes herederos, consortes de jefes de Estado y personas cuya categoría equivalga a las citadas
2. Se otorga sin categoría especial a ministros o secretarios de estado, miembros de familias reales, embajadores o personas cuya categoría equivalga a las citadas.

- Placa: Disco con una estrella de cinco puntas principales, junto con cinco puntas interiores, al centro lleva un círculo de esmalte azul turquesa y sobre de él va realzada en oro el águila azteca de Cuauhtémoc. Se otorga a subsecretarios o viceministros de Estado, a encargados de negocios ad hoc, cónsules generales, generales brigadieres, contralmirantes, vicealmirantes, así como aquellos cuya categoría equivalga a las citadas.

- Encomienda o Venera: Pende de una cinta amarillo oro y se coloca y porta al cuello. Se otorga a ministros residentes, encargados de negocios titulares, coroneles y tenientes coroneles, capitanes de navío, fragata o corbeta, así como a aquellos cuya categoría equivalga a las citadas.

- Insignia: Venera formada por un disco en el cual resalta una estrella de cinco puntas y otros ornamentos, el centro de la venera ostenta el fondo en esmalte azul turquesa, el águila azteca de Cuauhtémoc. Se otorga a consejeros, primeros, segundos y terceros secretarios de Embajada, capitanes, tenientes de navío, a aquellos cuya categoría equivalga a los citados y a los demás casos que el Consejo estime pertinente.

En casos especiales, a juicio del Consejo, podrá conferirse la Orden Mexicana del Águila Azteca en sus diferentes grados a extranjeros distinguidos, según sus méritos, excepción hecha de grado del Collar.
| Cintas (después de la reforma del 2011) |        |       |       |                     |        |
| Insignia                                | Venera | Placa | Banda | Banda Cat. Especial | Collar |

| Cintas (antes de la reforma del 2011) |            |       |      |        |
| Insignia                              | Encomienda | Banda | Cruz | Collar |

## Galería

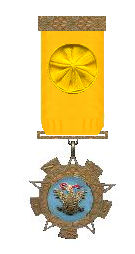
Medalla de Oficial de la Orden del Águila Azteca
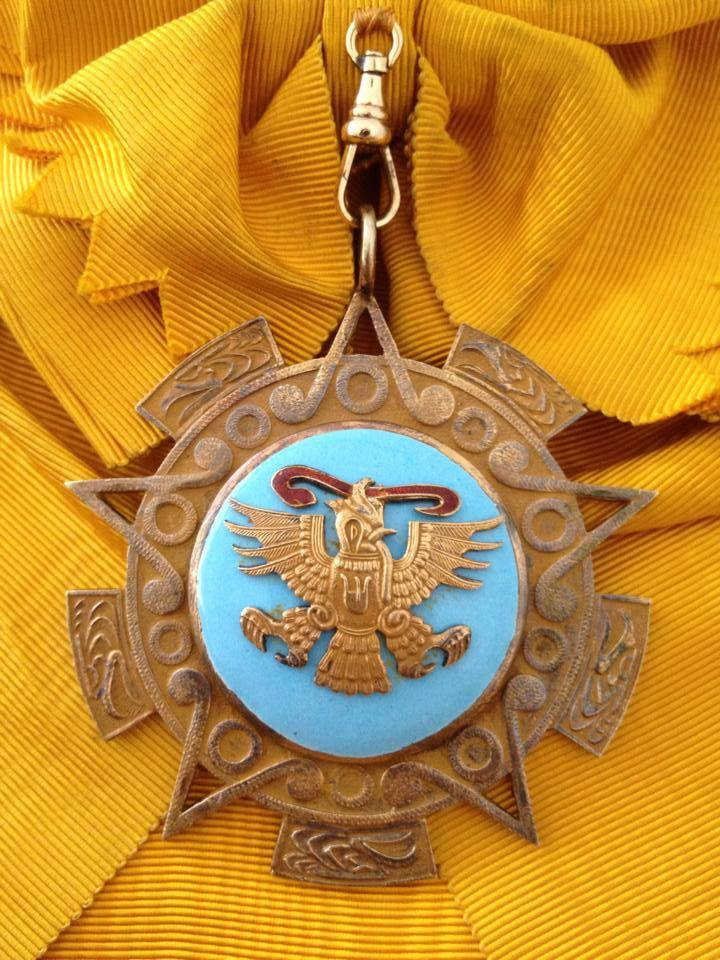
Banda y venera de la Orden del Águila Azteca (Colección particular)
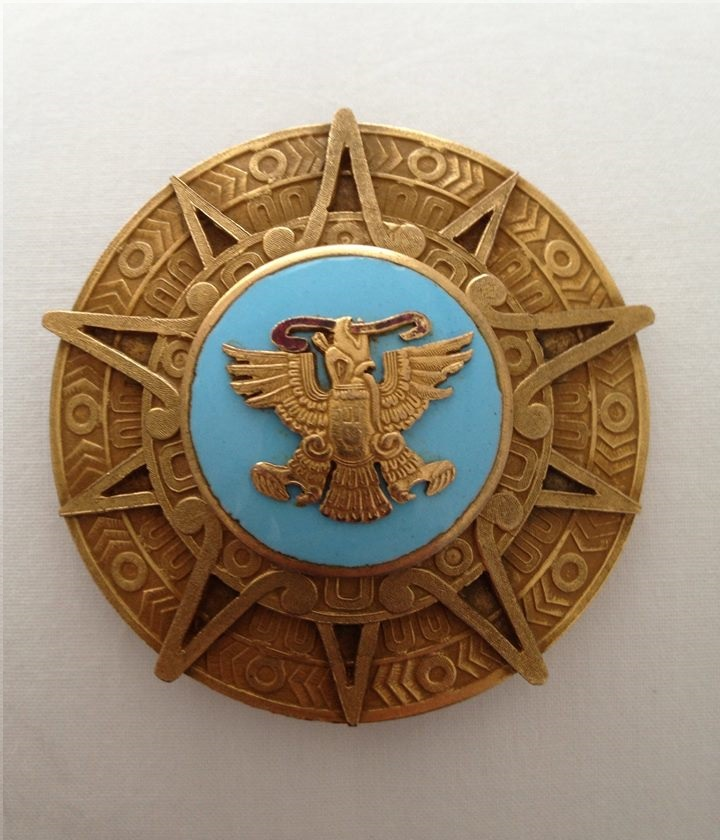
Placa de la Orden del Águila Azteca (Colección particular)
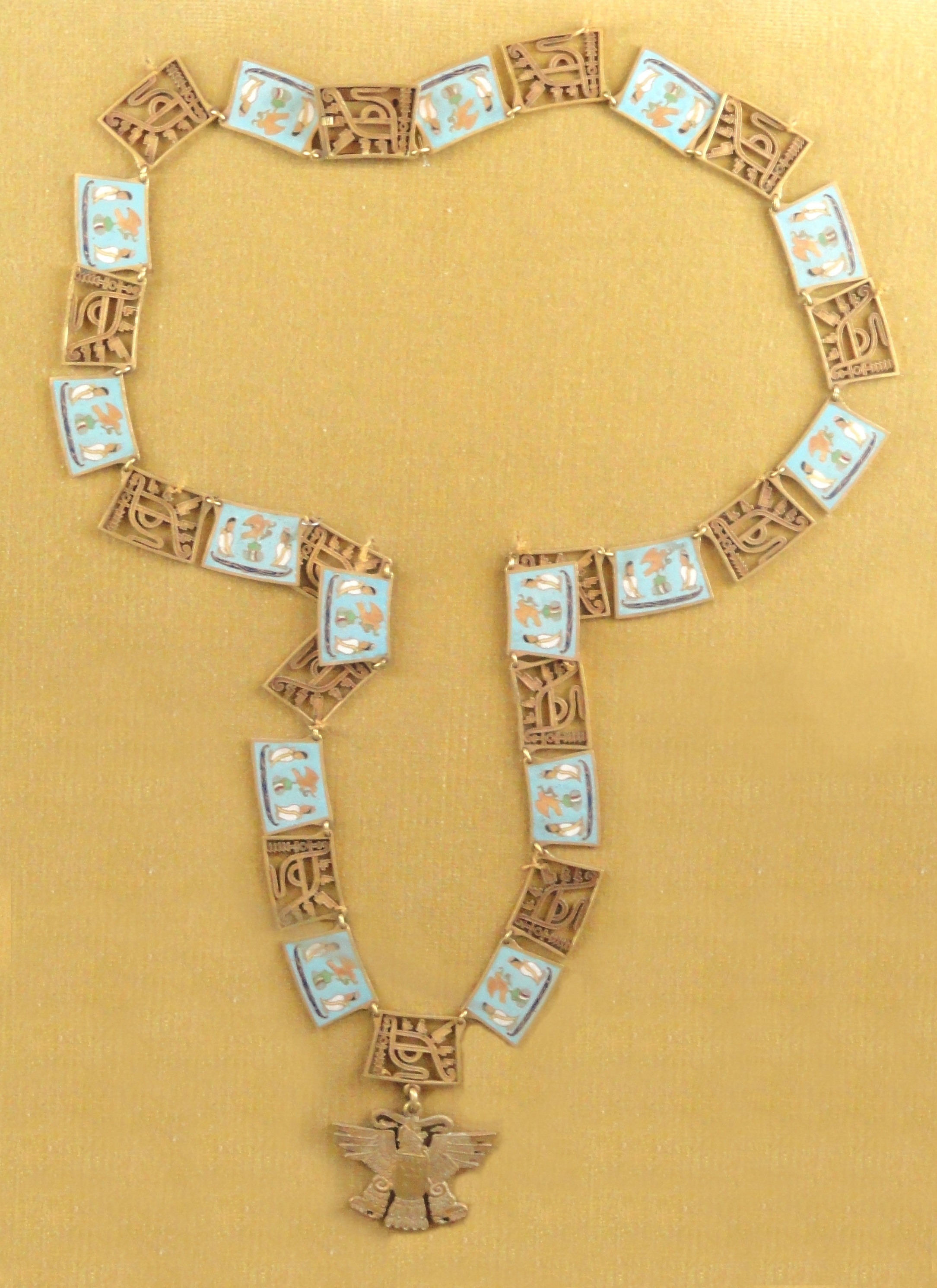
Collar de la Orden del Águila Azteca otorgado a Juscelino Kubitschek

## Grandes maestres
| N.º | Gran maestre | Gran maestre                            |
| --- | ------------ | --------------------------------------- |
| 1   |              | Abelardo L. Rodríguez (1932-1934)       |
| 2   |              | Lázaro Cárdenas (1934-1940)             |
| 3   |              | Manuel Ávila Camacho (1940-1946)        |
| 4   |              | Miguel Alemán Valdés (1946-1952)        |
| 5   |              | Adolfo Ruiz Cortines (1952-1958)        |
| 6   |              | Adolfo López Mateos (1958-1964)         |
| 7   |              | Gustavo Díaz Ordaz (1964-1970)          |
| 8   |              | Luis Echeverría Álvarez (1970-1976)     |
| 9   |              | José López Portillo (1976-1982)         |
| 10  |              | Miguel de la Madrid (1982-1988)         |
| 11  |              | Carlos Salinas de Gortari (1988-1994)   |
| 12  |              | Ernesto Zedillo (1994-2000)             |
| 13  |              | Vicente Fox (2000-2006)                 |
| 14  |              | Felipe Calderón (2006-2012)             |
| 15  |              | Enrique Peña Nieto (2012-2018)          |
| 16  |              | Andrés Manuel López Obrador (2018-2024) |
| 17  |              | Claudia Sheinbaum (desde 2024)          |